# 저급 문화

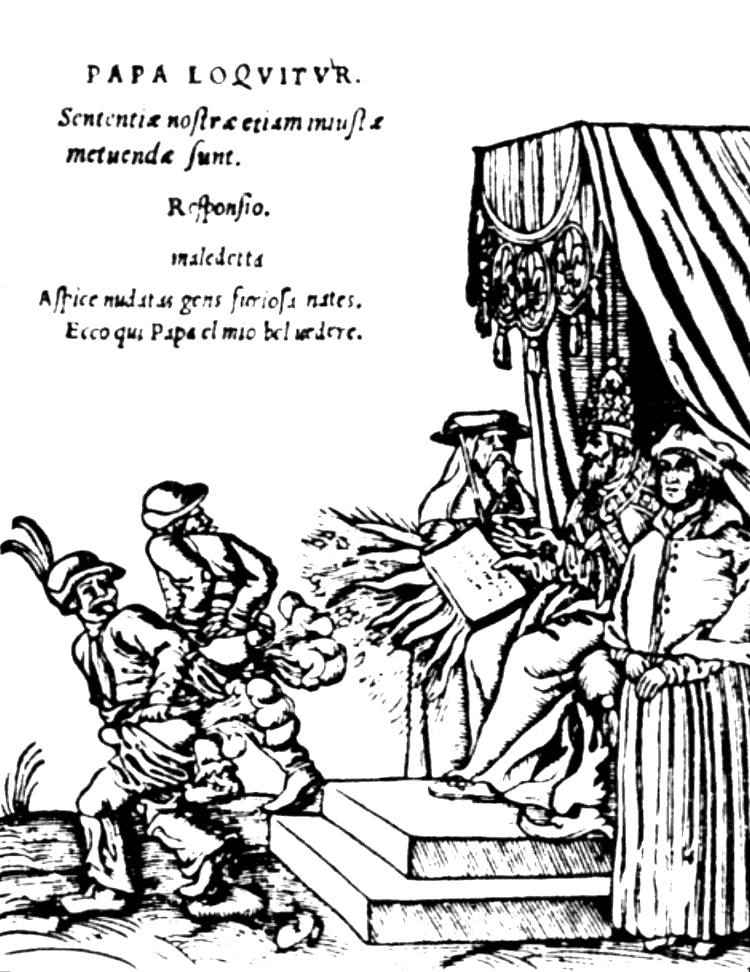
루카스 크라나흐의 목판화 시리즈 '교황의 메시지 묘사(Papstsbotbilder, 1545)' 중 저급 문화 유머. 독일 농민들이 교황 바오로 3세의 교황 칙서에 응하여 엉덩이를 드러내고 방귀를 뀌는 모습이다.

사회에서 저급 문화(低級 文化) 또는 로우 컬처(low culture)는 대중문화의 형태를 가리키는 용어로, 주로 특정 사회의 중산층이나 하층 문화에 폭넓게 어필하는 평민적인 매력을 지닌다. 이는 소수의 상류층에게 어필하는 하이 컬처와는 대조적이다. 문화이론은 하이 컬처와 저급 문화 모두 사회 내의 하위문화이며, 문화산업이 각 사회경제적 계층을 위해 모든 종류의 대중문화를 대량 생산한다고 주장한다. 저급 문화는 교육 수준이 낮은 사회 계층의 특징으로 여겨지지만, 상류층도 종종 이를 즐긴다. 이로 인해 이 분류에 속하는 콘텐츠는 전체 문화에서 가장 폭넓게 소비되는 미디어가 된다.
다양한 형태의 저급 문화는 여러 문화권에서 발견될 수 있으며, 이러한 매체를 구성하는 물리적 대상들은 종종 저렴하고 부패하기 쉬운 재료로 만들어진다. "저급 문화"라는 표현은 일부에게는 그 자체로 경멸적인 개념으로 여겨지는데, 이는 다른 사람들이 "열등하다"고 여길 수 있는 대중문화나 부족 문화의 요소를 깎아내리기 위해 존재한다고 보기 때문이다.

## 표준 및 정의
허버트 J. 간스는 "대중문화와 하이 컬처: 취향의 분석 및 평가(Popular Culture and High Culture: An Analysis and Evaluation of Taste)" (1958)에서 다음과 같이 말했다.
저급 문화의 미적 기준은 내용에 중점을 두며, 형식은 내용에 완전히 종속되고, 추상적인 사상이나 현대 사회 문제 및 쟁점의 가상적 형태에 대한 명시적인 관심은 없다. . . . 저급 문화는 도덕성을 강조하지만, 가족 및 개인 문제와 그러한 문제에 적용되는 [특정] 가치에 국한된다. 저급 문화는 전통적인 노동 계급의 가치가 상반되는 충동과 행동 패턴에 굴복하려는 유혹을 이겨내는 것을 묘사하는 데 만족한다.

다시 말해, 저급 문화는 대중이 쉽게 공감할 수 있는 소규모 또는 개인적인 경험을 제시하는 미디어와 자주 연관된다.

## 역사
저급 문화의 물리적 유물은 일반적으로 값싸고 조악하게 만들어지는 경우가 많으며, 크기도 작다. 이는 비교적 웅장한 공공미술이나 하이 컬처의 고급 예술품과는 대조적이다. 이러한 저급 문화 매체가 널리 보급되기 위한 필수적인 조건이기도 하지만, 이는 또한 저급 문화가 저속하거나 가치가 낮다는 평판을 얻는 데 기여했다. 재료의 저렴함과 많은 재료가 부패하기 쉽다는 점은 일반적으로 현대에 이르러 그 생존과 보존이 드물다는 것을 의미한다. 도예와 돌에 새겨진 낙서 등 일부 예외는 있다. 오스트라콘은 작은 도자기 조각(때로는 돌)으로, 다양한 목적을 위해 글이 쓰여진 것인데, 그 중 저주판이나 사랑 마법과 같은 긍정적인 마법 주문이 흔하다. 나무는 흔한 재료였지만, 이집트나 다른 매우 건조한 지역, 그리고 영구적으로 습하고 약간 산성인 이탄 습지와 같은 특정 기후 조건에서만 장기간 보존된다.
인쇄술(종이)이 상대적으로 저렴해지자, 대중 인쇄물은 르네상스 말기에 점차 널리 퍼졌다. 이 기술은 또한 가두 문학에서 브로드사이드와 브로드사이드 발라드와 같이 일반적으로 익숙한 멜로디에 새로운 시사적인 가사를 붙인 저렴한 텍스트를 생산할 수 있게 했다. 이러한 예시들은 매우 흔했지만, 덧없는 것으로 취급되어 이 자료들의 보존은 비교적 드물다.
포크 음악은 저급 문화의 또 다른 주목할 만한 역사적 형태이다. 많은 전통 포크 음악은 19세기에 들어서야 기록되고 나중에 기계적으로 녹음되었는데, 이는 많은 국가에서 민족주의적 정서가 고조되면서 중산층 애호가들의 관심을 불러일으켰기 때문이다. 오케스트라를 위해 쓰여진 음악이나 잘 알려진 고전 작곡가들의 음악과 같은 다른 형태의 음악과 비교할 때, 포크 음악은 그것을 만든 사람들의 보다 대중적이고 조야한 취향과 연관되어 저급 문화의 산물로 간주되었다. 포크 음악과 고전 음악 사이의 이러한 사회적 분리는 후자가 종종 음악 구조에서 특정 일관성을 요구하는 종교적 환경에서 사용하기 위해 쓰여졌던 전통과 기대에 의해서도 영향을 받았다. 대신, 포크 음악(포크 음악의 후계자인 현대 포크 음악과 함께)은 그 기원 공동체에 존재하는 일반적인 주제를 반영하는 것으로 생각된다. 이러한 특성들이 결합하여 포크 음악을 초기적이고 널리 퍼진 저급 문화의 형태로 정의하는 데 도움이 되며, 이 문화의 가장 큰 생산자와 소비자 모두 하층/노동 계급이었다.

### 현대
1980년대에 쓰레기 문화라는 문구가 최근의 저급 문화 표현들을 분류하는 용어로 대중에게 알려지기 시작했다. 이러한 종류의 콘텐츠는 종종 저속하거나, 취향이 없거나, 깊이 있는 예술적 가치가 부족하다고 여겨진다. 20세기 후반 내내 타블로이드 저널리즘과 선정적인 리얼리티 TV의 폭발적인 증가와 함께, 브렛 이스턴 엘리스와 같은 많은 현대 예술가들은 이러한 작품들을 하이 컬처와 저급 문화의 경계를 허무는 영감으로 사용했다. 특히 그의 작품에 미친 영향은 그의 작품 내용의 기괴한 성격과 다른 고상한 작품들의 특징인 깊이가 혼합되어 어느 분류에나 속할 수 있는 미디어가 되었다.

## 사회 계급으로서의 문화
각 사회 계급은 자신만의 고등 문화와 저급 문화를 가지고 있으며, 그 정의와 내용은 해당 사회 계급을 구성하는 사람들의 사회경제적, 교육적 특징에 따라 결정된다. 이는 사람들이 자신들이 거주하는 사회 세계를 개인적인 습관, 기술, 성격의 성향을 통해 인식하고 반응한다는 사회학적 이론인 아비투스와 일치한다. 따라서 고등 문화와 저급 문화를 정확히 무엇으로 구성하는지는 각 사회 계급 구성원들에 의해 집단적으로 결정되는 특정 의미와 용법을 갖는다. 그러나 상위 사회 계급의 사람들은 종종 자신들이 소비하는 문화적 대상이 하위 계급이 소비하는 것보다 더 높은 사회적 지위를 가진다고 여긴다. 이로 인해 고등 문화와 저급 문화의 구분은 사회적 지위에 따라 그어지며, 이러한 경향은 역사 전반에 걸쳐 저급 문화를 구성하는 예술과 콘텐츠가 정기적으로 신뢰를 잃게 만들었다.

### 국가별 차이
하위 사회 계급을 구성하는 인구층은 종종 그들의 낮은 사회적 지위를 나타내는 특정 표현으로 불려왔다. 일반적으로 젊고 가난한 개인들로 구성된 이러한 다양한 집단은 종종 지역별 특정 비행 하위문화의 일부로 간주된다. 이러한 유형의 집단에 대한 다음 변형들은 저급 문화 작품을 소비하는 관객들의 전형적인 스테레오타입이다.
- 보건 – 오스트레일리아와 뉴질랜드의 세련되지 않거나 교양 없는 사람.[12]
- 차브 – 영국에서 스포츠웨어를 입은 반사회적 청소년의 스테레오타입.[13]
- 드레스 – 1990년대에 시작된 폴란드의 차브와 유사한 하위문화 구성원.[14]
- 플레이테 – 칠레 도시 하층민 청소년.[15]
- 곱니크 – 비행 청소년을 의미하는 러시아와 동유럽 용어. 아디다스 트레이닝복을 입는 것이 특징이다.[16]
- 레드넥 – 미국 남부 시골 출신 백인에게 사용되는 경멸적인 용어.[17]
- 스키트 (뉴펀들랜드) – 캐나다 뉴펀들랜드 래브라도주에서 무지하고 공격적이며 통제 불능인 사람을 지칭하는 경멸적이고 전형적인 표현.[18]

## 인기 있는 예시

### 대중 인쇄물
1400년대부터 1700년대까지 유럽 전역에서 흔했던 대중 인쇄물은 저급 문화 미디어의 주요 식별 특징을 잘 보여준다. 활자와 같은 인쇄 기술의 혁신 직후, 대중 인쇄물은 당시에는 문해력이 완전하지 않았던 사회에서 독자층을 극대화하기 위해 삽화나 시각적으로 매력적인 디자인을 추가하는 데 중점을 두면서 노동 계급에게 정치, 종교, 사회적 사상을 전파하는 유용한 도구가 되었다. 이러한 인쇄물은 선구적인 풍자적 콘텐츠, 당시 흔했던 하위문화에 대한 다양한 묘사, 그리고 현대 저급 문화 미디어에서도 여전히 발견되는 다른 주제들을 개척하는 데 기여했다.
대중 인쇄물은 1800년대 후반부터 1900년대 중반까지 중국 사회에서도 관찰되는데, 이는 대다수 소비자(즉, 노동자 또는 중산층)가 쉽게 접근할 수 있도록 의도되었다. 유럽에서 발견된 인쇄물과 유사하게, 중국 인쇄물은 화려한 디자인과 비교적 저렴한 제작비와 같은 디자인 요소를 강조했으며, 이는 다양한 사회정치적 사상을 전파하거나 장식용 목적으로 자주 소비되었다. 이러한 간결하고 눈길을 끄는 마케팅 전략의 사용은 인쇄물이 유럽의 counterparts처럼 오락과 정치적 콘텐츠 모두를 수용할 수 있는 더 넓은 청중에게 어필할 수 있도록 했다.
대중 인쇄물의 파급력은 광범위하고 효과적이었지만, 낮은 예술로 분류되어 특히 그림 자체가 필요에 의해 조잡하고 단순하게 제작되었던 초기에는 상류층에게 덜 선호되었다. 인쇄 기술이 발전하고 17세기와 18세기에 예술 자체의 질이 향상되면서, 상류층은 이에 더 많은 관심을 갖기 시작했다. 이로 인해 이 장르의 후기 작품들이 현대까지 살아남을 수 있었으며, 초기인 15세기 시대 작품들은 인쇄 재료의 부패성으로 인해 시간 속에 사라졌다.

### 화장실 유머
변기 유머 또는 배설물 유머라고도 불리는 화장실 유머는 배변, 배뇨 및 사회적으로 금기시되는 다른 신체 기능과 관련된 외설적인 유머의 한 종류이다. 대부분의 외설적인 코미디는 저급 문화의 일종으로 볼 수 있지만, 특히 화장실 유머는 이러한 의미를 얻었는데, 이는 이 코미디 스타일이 유아 및 어린 아이들에게 자주 관심을 받기 때문이다. 이들에게는 배설물 인지와 관련된 문화적 금기가 여전히 어느 정도의 참신함을 가지고 있다. 이러한 이유로 화장실 유머는 일반적으로 유치하게 여겨지지만, 캡틴 언더팬츠와 사우스 파크 미디어 프랜차이즈와 같은 여러 현대적인 환경에서 계속해서 성공을 거두고 있다. 저급 문화와 아이들이 즐기는 것 사이의 이러한 관계는 누가 저급 문화를 매력적이라고 생각하는지에 대한 일반적인 패턴을 보여준다.

### 로우브로우 아트 운동
1960년대 로스앤젤레스 지역에서 시작된 로우브로우는 언더그라운드 코믹스, 펑크 음악, 티키 문화, 낙서와 같은 당시의 다른 인기 있는 저급 문화 예술 형태에서 영감을 받은 지하 시각 예술 운동이었다. 이 스타일의 이름은 예술가 로버트 윌리엄스가 지었는데, 그는 자신의 작품이 몇몇 기존 예술 기관에서 처음 인정받기를 거부당하자, 1979년에 자신의 그림이 담긴 책을 "The Lowbrow Art of Robt. Williams"라고 명명하여 고상한 예술이라는 개념에 반대했다. 이 운동은 일부 서클에서 "팝 초현실주의"라고도 불리며(마찬가지로 윌리엄스 자신도 이를 "만화에 물든 추상 초현실주의"라고 언급하기도 했다), 이 운동의 예술가들에게서 발견되는 예술적 가치를 고려할 때 "로우브로우"라는 명칭이 부적절할 수 있다는 인식이 있는 것으로 보인다. 현대 비평가들의 초기 반발에도 불구하고, 이 운동은 시간이 지남에 따라 더욱 진지하게 받아들여지기 시작했으며, 1992년 그렉 에스칼란테가 산타 모니카의 줄리 리코 갤러리에서 이 운동의 작품을 전시하는 첫 공식 갤러리 전시회를 기획했다.

### 인터넷 밈
현대 저급 문화의 잘 알려진 많은 예시는 다양한 소셜 미디어나 메시징 플랫폼을 통해 빠르게 확산될 수 있는 온라인 밈으로 대표된다. 현대 사이버 문화의 맥락에서 밈은 점차적으로 관객들에게 특정 맥락적 의미를 발전시킨 문화적 아이디어(종종 이미지, 비디오, 또는 구어적 문구의 형태)이다.
밈은 종종 인터넷 사용자들에 의해 비공식적인 환경에서 유머, 풍자 또는 사회적 논평을 목적으로 공유된다. 이러한 행동은 종종 특정 이미지가 인터넷 전반에서 거의 보편적인 인지도와 명성을 얻는 결과로 이어진다. 2010년대 중반 페페 더 프로그의 급속한 대중화는 어떤 밈이든 표현될 수 있는 다양한 상징적 목적을 보여준다. 2005년 맷 퓨리가 만든 만화 캐릭터에서 유래한 이 이미지는 이후 수년간 다양한 온라인 포럼에서 광범위하게 재사용되고 공유되었다. 결국, 페페의 존재는 웹사이트 4chan의 여러 극우 커뮤니티로 퍼져나갔고, 나중에 증오언설과 연관되었다. 이러한 갑작스러운 사용 변화는 사회학 및 다른 학술 커뮤니티를 포함한 다른 영역에서 더 심각한 분석을 촉발했는데, 밈의 확산과 다양한 온라인 그룹에 의한 고도로 다양한 사용이 미래 정치 담론, 특히 중산층 또는 하층 인터넷 사용자들 사이에서 영향을 미칠 수 있는 독특한 종류의 미디어를 대표했기 때문이다.

### 리얼리티 방송
1990년대에 시작된 이래로 리얼리티 방송 장르는 현대 저급 문화의 흔히 인용되는 예시이다. 리얼리티 방송은 대부분의 드라마와 갈등이 조작되고, 광범위한 매력을 가지며, 부와 명성을 미화하고, 유물론을 조장하기 때문에 '현실'이라는 단어를 사용함에도 불구하고 저급 문화로 분류된다. 영국의 배우이자 영화 제작자인 게리 올드먼은 리얼리티 방송을 "사회 쇠퇴의 박물관"이라고 묘사했다. 이 장르가 타인의 굴욕이나 불행을 보면서 얻는 즐거움인 샤덴프로이데에 지나치게 의존하는 것도 리얼리티 방송이 저급 문화로 자주 인용되는 이유 중 하나이다. 미국의 디지털 잡지 엔터테인먼트 위클리는 이 장르가 타인의 공개적인 굴욕을 통해 성공하는 것에 대해 "우리가 인간 조건에 대한 귀중한 통찰력을 얻기 위해 리얼리티 TV를 시청하는가? 제발. 우리는 우리의 작고 촬영되지 않은 삶에 대해 조금 더 나아졌다고 느끼게 하는 어색한 장면을 보기 위해 시청한다"고 썼다.

## 대중 매체

### 관객
모든 문화 상품(특히 하이 컬처)은 가장 매력적으로 다가오는 특정 인구층을 가지고 있다. 저급 문화는 종종 매우 단순하고 기본적인 인간의 감정적 욕구를 충족시키면서도, 순수함으로의 회귀를 제공한다고 여겨진다. 현실 세계의 문제로부터 벗어나는 이러한 경험은 다양한 형태의 미디어를 통해 타인의 삶을 간접적으로 체험함으로써 가능하다. 저급 문화를 소비하는 관객은 주로 낮은 사회경제적 계층에서 비롯되는 경향이 있지만, '엘리트'로 간주되는 사람들도 이 미디어와 상호작용할 수 있다. 이러한 계층 간 상호작용의 한 예는 아웃사이더 아트에서 찾을 수 있는데, 이는 종종 미술 배경이 없는 개인들이 창작한다. 흥미롭게도, 이는 20세기 내내 상위 계층의 소비와 밀접하게 연관되어 왔으며, 상위 계층이 자신들이 제작하거나 특별히 자신들의 관심을 끌기 위해 의도되지 않은 미디어를 소비하는 주목할 만한 사례이다.

### 고정관념
저급 문화는 종종 정형화되어 있으며, 전형적인 관습, 전형적 인물, 캐릭터 원형을 활용하는데, 이는 고급 문화 작품이 이러한 요소들을 구현하는 방식에 비해 더 단순하고 조야하며, 감정적이고, 불균형하며, 노골적으로 인식될 수 있다. 이는 고급 문화가 그에 상응하는 저급 문화에 비해 더 미묘하고 균형적이며 해석의 여지가 많다는 인식을 초래한다. 저급 문화로 간주되는 현대 매체는 종종 고정관념을 계속해서 구현하는데, 이는 종종 풍자적인 방식으로 고정관념에 대해 언급하거나 비판하기 위함이다.

### 문화 간 유물
다양한 문화 유물, 특히 서방 세계에서의 사용 및 전시는 상류층이 소비하는 저급 문화의 한 예로 연구되었다. 아프리카 문화의 예술품과 같은 특정 유물은 해당 문화와 관련이 없는 고소득층 시설에서 발견될 수 있는데, 이는 "문화적 잡식성"이라고 묘사된 현상으로, 소유자의 사업장이나 생활 공간의 인테리어 디자인에 더욱 품격 있는 분위기를 조성하는 것을 목표로 한다. 이러한 사례는 저급 문화로 간주되는 미디어가 주로 연관되거나 주로 제작된 사회경제적 계층 외의 계층에서도 소비될 수 있는 또 다른 방법을 보여준다.

## 같이 보기
- AI 오물 – 생성형 인공지능으로 전적으로 생성된 저품질 콘텐츠
- 브레인 로트 – 저품질 온라인 콘텐츠
- 빵과 서커스 – 피상적인 회유 수단을 의미하는 비유적 표현
- 문화산업 – 대중문화가 대중사회를 수동적으로 조작하는 데 사용된다는 표현
- 콘텐츠 농장 – 알고리즘을 충족시키기 위해 빠른 속도로 저품질 온라인 콘텐츠를 생성하는 온라인 플랫폼
- 문화학 (사회과학) – 문화 전체에 대한 과학적 이해와 분석을 다루는 사회과학의 한 분야
- 하이 컬처 – 한 사회가 지적으로나 예술적으로 모범적이라고 여기는 문화적 대상 (저급 문화의 반대)
- 키치 – 진부하거나 노골적인 방식으로 순진하거나 지나치게 감상적이라고 여겨지는 예술
- 대중사회 – 수많은 사람들 간의 관계를 기반으로 하는 사회로, 전형적인 거주자는 "대중인"이다.
- 중간소설 – 예술적 평가로 중간 정도의 수준을 의미하며, 종종 관습의 결여 또는 일탈에서 비롯됨
- 외설적인 유머 – 저속한 농담을 묘사하는 비유적 표현
- 아웃사이더 아트 – 예술 훈련을 받지 않은 사람들이 공식 문화의 경계 밖에서 만든 예술
- 속물근성 – 지성, 예술, 미에 대한 적대감
- 부족 예술, 또는 원시 예술 – 일부에 의해 "저급 문화"로 분류된 토착 부족이 만든 예술
- 황색언론 – 선정적이고 저속한 성격으로 알려진 인기 있는 선정주의 저널리즘 스타일 (황색언론과 유사)
- 화장실 유머 – 배변, 배뇨 및 방귀를 다루는 외설적인 유머 유형
- 쓰레기 문화 – 문화적 수준이 낮다고 여겨지는 예술적 또는 오락적 표현
- 노동 계급 문화 – 노동 계급 사람들에 의해 만들어지거나 그들 사이에서 인기 있는 문화